# Jean Anthelme Brillat-Savarin
|  | Per a altres significats, vegeu «Brillat-Savarin». |

Jean Anthelme Brillat-Savarin, (Belley, 2 d'abril de 1755- París, 1 de feber de 1826) va ser un famós gastrònom, el formatge Brillat-Savarin porta els seus cognoms.

## Biografia

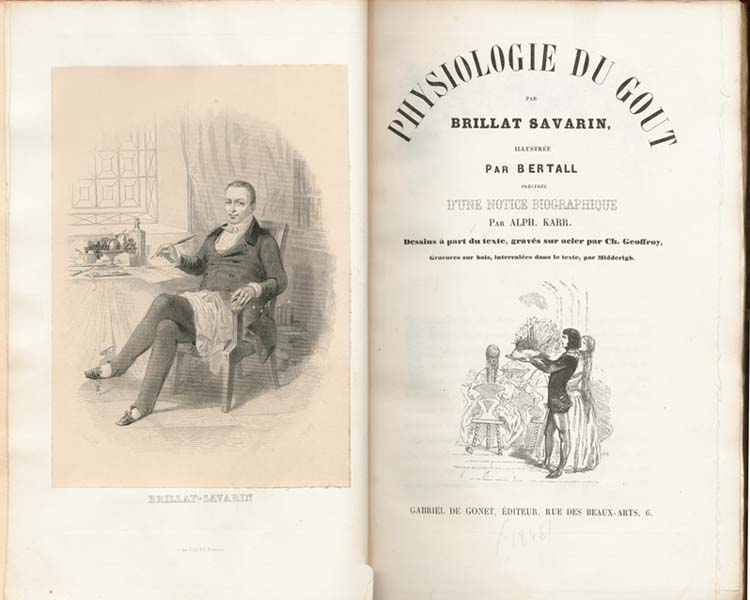
portada del llibre Physiologie du goût amb un retrat de Brillat-Savarin (1848).

Va néixer dins una família burgesa que, com ell, tradicionalment eren magistrats, estudià Dret, química i medicina a Dijon i practicà el Dret a Belley d'on va ser alcalde. Va ser diputat del Tercer estat (député du tiers état) a l'assemblea constituent de 1789 per la circumscripció de Bugey, participà en l'Assemblea nacional francesa de 1789.

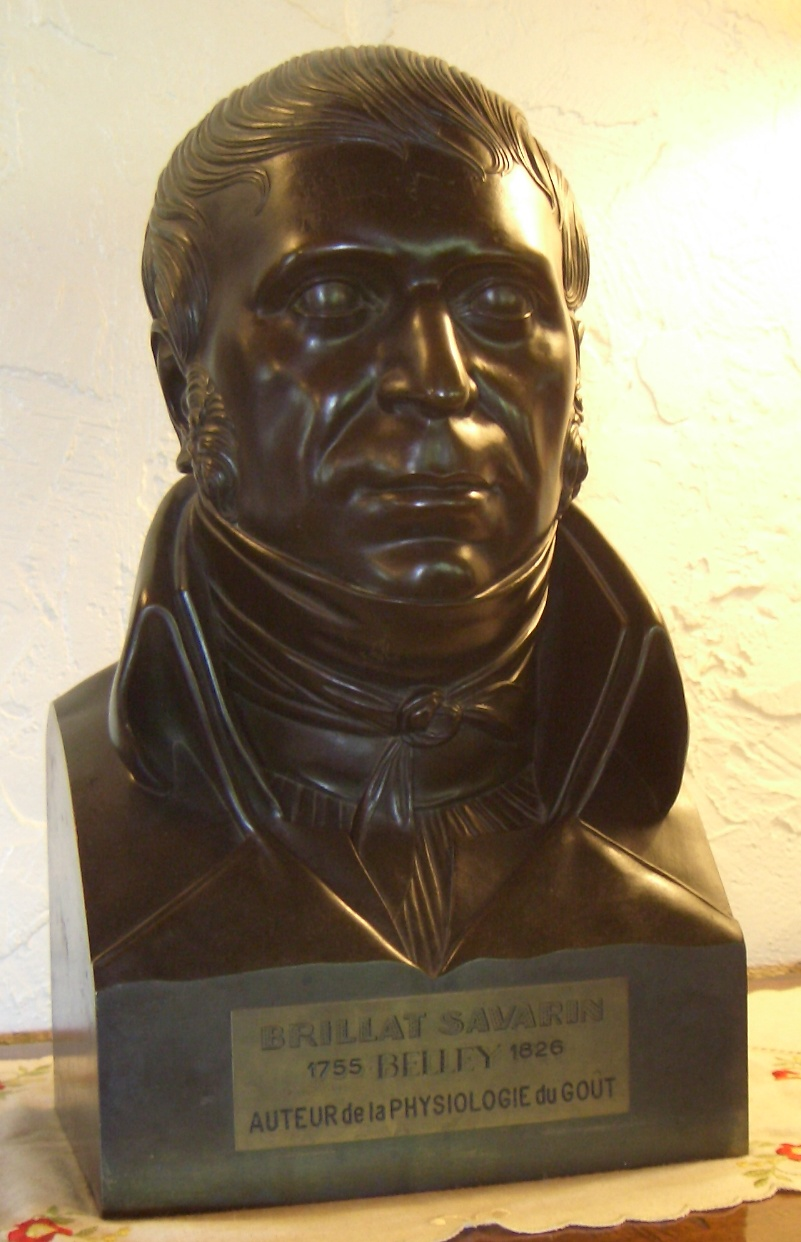
Bust de Brillat-Savarin a Belley.

Al principi de la Revolució francesa va fer discursos defensant la pena de mort. Políticament era del costat girondí i va haver de fugir davant els montagnards que dominaven. S'exilià començant per l'Hotel de Lion d'Argent de Lausana (Suïssa) i després marxà als Països Baixos i als Estats Units on es guanyà la vida donant lliçons de francès i tocant de primer violí al Park Theater de Nova York, també va residir a Filadèlfia i a Hartford.
El 1797, tornà a França, va ser nomenat conseller del Tribunal de cassació francès on es va dedicar plenament a ser un gormand dins la gastronomia.
Va adoptar el segon cognom familiar,Savarin, després que heretés la fortuna d'una tia seva la qual va posar la condició que adoptés el seu cognom de Savarin. Ell va romandre sempre en l'estat civil de solter.
Poc després de la publicació del seu llibre Physiologie du goût, (Fisiologia del gust) aquest famós gastrònom morí, sembla que aconseqüència d'una pulmonia pel fred que va passar a la Basílica de Saint-Denis, durant una cerimònia expiatòria en honor del rei Lluís XVI, a la qual assistia en qualitat de conseller del Tribunal de cassació.
El 1808 havia estat creat Cavaller de l'Imperi (Chevalier de l'Empire).

## Obres
Va publicar nombroses obres d'economia política. Però el seu llibre més cèlebre és la Physiologie du goût, editada sense figurar el nom de l'autor el desembre de 1825, dos mesos abans de morir. El títol complet és Physiologie du Goût, ou Méditations de Gastronomie Transcendante; ouvrage théorique, historique et à l'ordre du jour, dédié aux Gastronomes parisiens, par un Professeur, membre de plusieurs sociétés littéraires et savantes. El text es va reeditar per éditions Charpentier el 1838, amb un apèndix, el Traité des excitants modernes de Balzac, després, l'any 1839, amb un altre apèndix: Physiologie du mariage.

### Èxit
L'obra de Savarin va tenir un gran èxit i ha esdevingut una obra clàssica. Brillat-Savarin tracta sobre les plaers de la taula tractats com una ciència i dins de l'epicureïsme. Una cita cèlebre dins aquest llibre és: "Dis moi ce que tu manges, je te dirai qui tu es" (Diga’m què menges i et diré qui ets) 
Segons el crític literari Roland Barthes: « el llibre de Brillat-Savarin és el llibre del que és pròpiament humà» 
Des de 1894, hi ha a París un carrer anomenat Brillat-Savarin.